# آنترودوکو
آنترودوکو (به ایتالیایی: Antrodoco) یک کومونه در ایتالیا است که در استان ریتی واقع شده‌است.

## خصوصیات
آنترودوکو ۶۳ کیلومترمربع مساحت و ۲٬۸۴۵ نفر جمعیت دارد و ۵۲۵ متر بالاتر از سطح دریا واقع شده‌است.